# Pandemia de COVID-19 em Gibraltar

Localização de Gibraltar no mapa

Este artigo documenta os impactos da pandemia de COVID-19 em Gibraltar e pode não incluir todas as principais respostas e medidas contemporâneas.

## Cronologia
Em 4 de março, o primeiro caso de infecção pela doença foi confirmado, tratando-se de uma pessoa que havia viajado para o norte da Itália pelo Aeroporto de Málaga. Como medida de prevenção, o paciente ficou em isolamento. Em 7 de março, após a realização de novos testes, os resultados deram negativo e o paciente foi permitido a terminar o isolamento. Dos 63 indivíduos em isolamento, 38 foram testados e 13 aguardam resultado.
Até 20 de abril, foram registrados 132 casos com 120 deles tendo se recuperado.